# Trương Thiệu Tằng

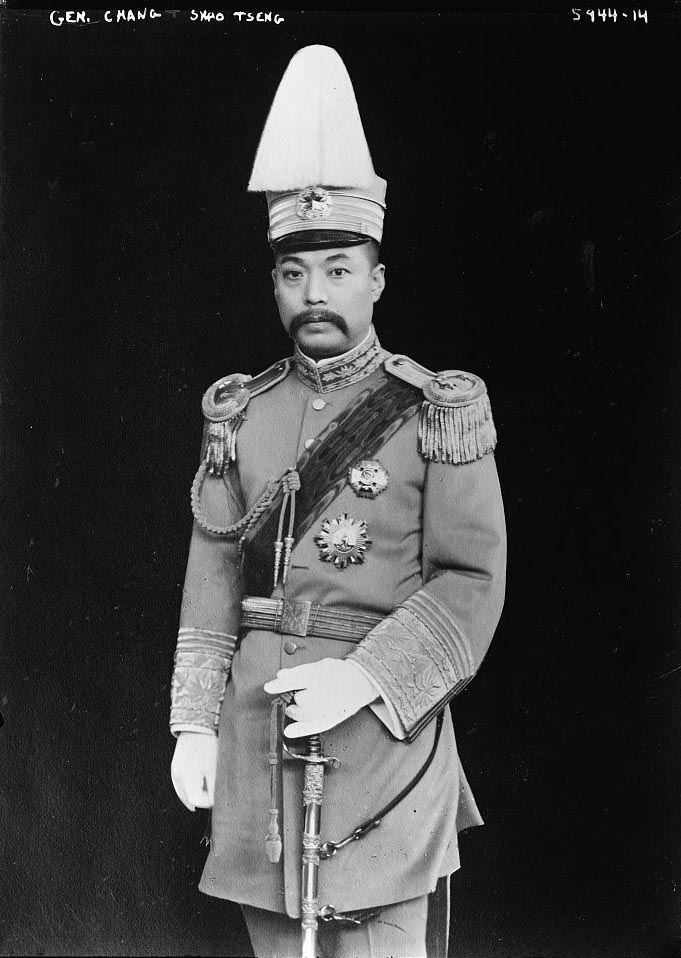
Trương Thiệu Tằng

Zhang Shaozeng (tiếng Trung: 張紹曾, Wade-Giles Chang Shao-ts'eng) (1879-21 tháng 3 năm 1928) là một tướng lĩnh quân Bắc Dương phụ trách Sư đoàn 20.

## Tiểu sử
Trương sinh tại tỉnh Trực Lệ và tốt nghiệp học viện quân sự của Nhật năm 1901. Ông là một người cấp tiến, tán thành chế độ quân chủ lập hiến và ủng hộ cuộc binh biến của Ngô Lôc Trinh trong cách mạng Tân Hợi. Ông là người đứng đầu đảng Tiến Bộ tại Thiên Tân.
Năm 1912, ông đã bảo đảm sự trung thành của các bộ lạc nội Mông Cổ với Viên Thế Khải. Tuy nhiên ông đã cắt đứt quan hệ với Viên khi diễn ra Hộ quốc chiến tranh và là một trong những người đầu tiên chống lại nỗ lực khôi phục nhà Thanh của Trương Huân năm 1917.
Ông đã gia nhập quân phiệt Trực Hệ của Tào Côn và cai trị Nhiệt Hà. Ông và Ngô Bội Phu ủng hộ sự trở lại của Quốc hội ban đầu. Năm 1923 ông làm thủ tướng của Lê Nguyên Hồng. Ông phản đối kế hoạch của Tào và Ngô đánh Quảng Đông để triệt hạ chính phủ đối chọi Tôn Dật Tiên và chủ trương đàm phán để hợp nhất. Trong thời gian làm thủ tướng chính phủ Bắc Dương, Trương Thiệu Lâm nổi tiếng là tham lam và tự phụ. Sau khi từ chức, ông buộc phải chạy trốn vào tòa công sứ Anh ở Thiên Tân.
Năm 1928, ông bị Trương Học Lương ám sát vì phát hiện ông có quan hệ với Quốc Dân Đảng và Quốc Dân Quân.